# Phyllobates vittatus
Phyllobates vittatus es una especie de anfibio anuro de la familia Dendrobatidae. Es considerada poco venenosa.

## Distribuciòn geográfica
Es endémica de la vertiente del Pacífico de Costa Rica; quizá se encuentre en Panamá.
Están amenazadas de extinción por la pérdida de su hábitat natural.